# 賴瑟科格爾山
47°2′44″N 10°54′23″E / 47.04556°N 10.90639°E

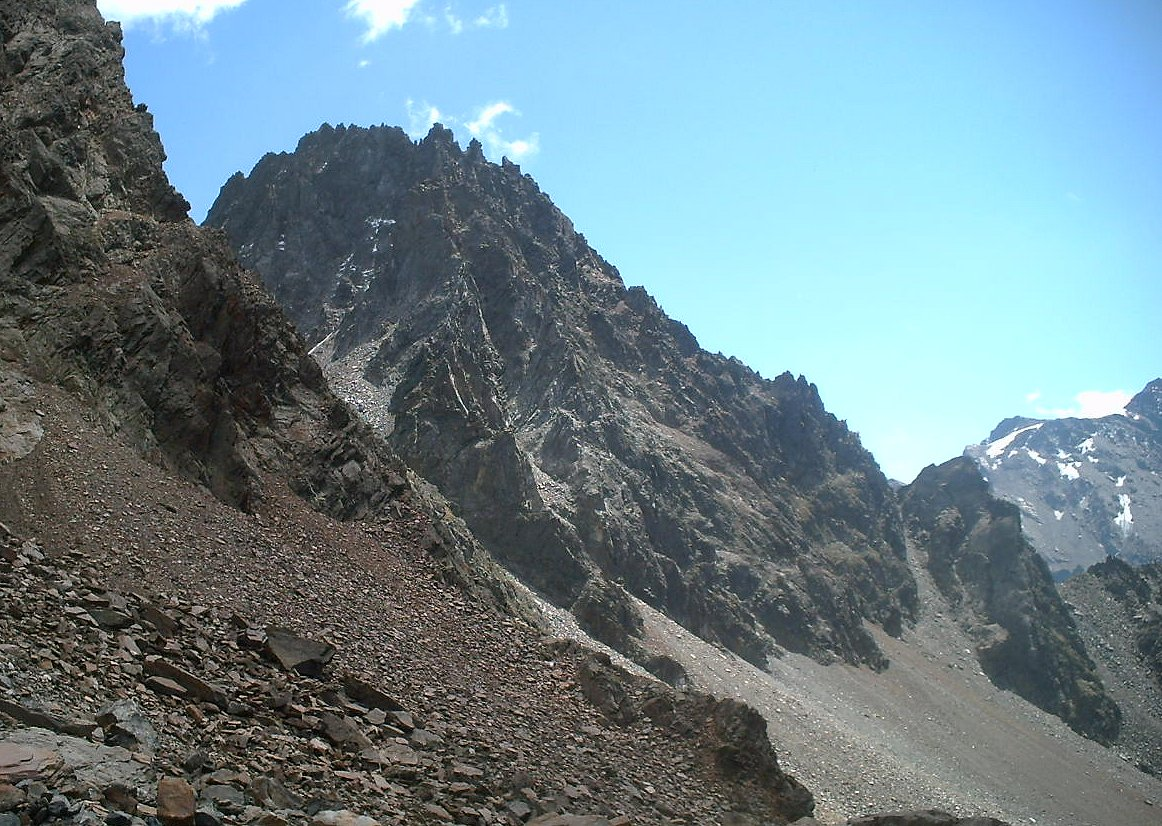

賴瑟科格爾山（德語：Reiserkogel），是奧地利的山峰，位於該國西部，由蒂羅爾州負責管轄，屬於奧茨塔爾阿爾卑斯山脈的一部分，距離盧伊比斯科格爾山0.45公里，海拔高度3,082米。